# 베어드맥
베어드맥(Baird's tapir)은 중앙아메리카맥(Central American tapir)이라고도 불리며, 이 종은 멕시코, 중앙아메리카, 그리고 남아메리카 북서부에 서식하는 맥 종이다. 아메리카에 서식하는 세 종의 맥 중 가장 크며, 중앙아메리카와 남아메리카 모두에서 가장 큰 토종 육상 포유류이다.

## 묘사

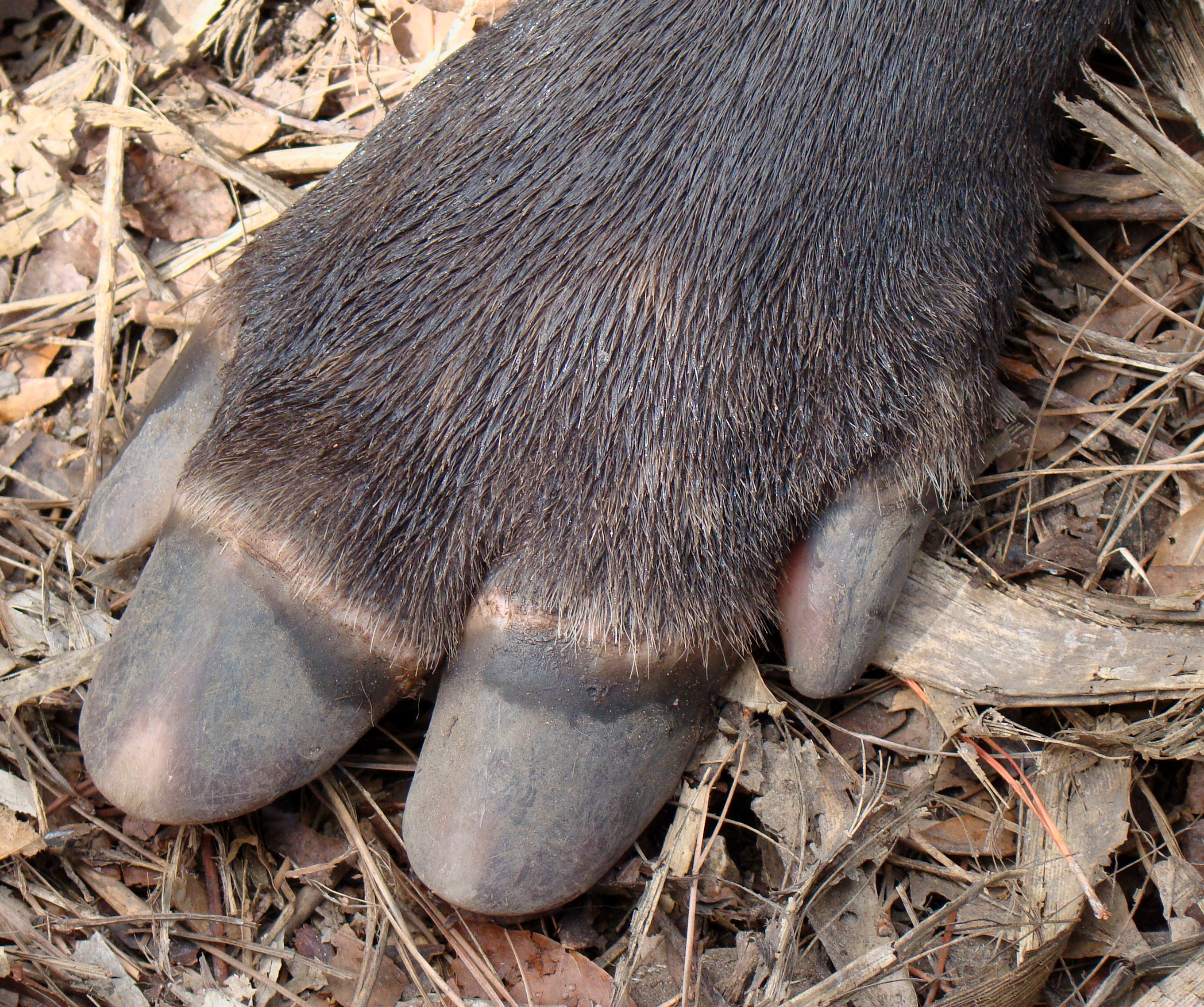
베어드맥의 앞발

베어드맥은 얼굴, 목, 귀 끝에 독특한 크림색 무늬가 있으며 뺨, 눈 뒤와 아래에 어두운 반점이 있다. 나머지 털은 짙은 갈색 또는 회갈색이다. 이 동물은 매우 근육질이며 작은 당나귀 크기 정도이다. 길고 가는 갈기가 있지만 항상 눈에 띄는 것은 아니다. 머리 옆으로 두 개의 작은 타원형 눈을 가지고 있다. 귀는 크고 타원형이며 이동성이 높지 않다. 베어드맥의 평균 길이는 2m이지만 뭉툭하고 흔적이 있는 꼬리는 5~13cm, 높이는 73~120cm이다. 성체의 몸무게는 150~300kg까지 다양하다. 다른 맥 종과 마찬가지로 주둥이와 윗입술은 앞으로 튀어나와 살이 많고 유연한 주둥이를 만든다. 이 주둥이는 먹이를 찾고 물리적 자극을 감지하는 데 도움이 되는 가장 강력한 감각 기관이다. 다리는 짧고 가늘며 덤불을 통한 빠른 움직임에 잘 적응한다. 앞발에는 네 개의 발가락이 있고 뒷발에는 세 개의 발가락이 있다.

## 서식지
베어드맥은 다양한 식생 유형에서 발견된다. 이들은 해수면에서 최대 3,600m까지 고도를 견딜 수 있다. 맹그로브숲, 저습지, 늪지대, 습윤 열대 우림과 같은 습한 지역에서도 발견할 수 있다. 또한 강가림, 낙엽수림, 산악 구름 숲과 같은 건조한 지역에도 서식한다. 지하 식물의 채집과 보호가 증가함에 따라 이용 가능한 경우 이차 성장 숲을 선호한다. 먹이와 물의 가용성, 보호뿐만 아니라 보호도 서식지 선택의 중요한 요소이다.

## 행동
베어드맥은 항상 활동할 수 있지만 주로 야행성이다. 잎과 떨어진 열매를 찾기 위해 먹이를 찾으며, 숲의 두꺼운 덤불 사이를 지그재그로 지나간다. 이 동물은 보통 물 가까이에 머물며 수영과 산책을 즐긴다. 특히 더운 날에는 물웅덩이에서 몇 시간 동안 머리만 물 위로 올려놓고 휴식을 취한다. 위험에 처하면 이 동물들은 물을 찾는다.
일반적으로 작은 먹이 집단은 드물지 않지만, 혼자 사는 경우가 많으며, 특히 다양한 연령대의 개체 (어미와 함께 있는 어린 개체, 성체와 함께 있는 어린 개체)가 함께 관찰되는 경우가 많다. 이 동물들은 날카로운 휘파람 소리와 삐걱거림을 통해 서로 소통한다. 짝짓기 시즌에는 수컷이 암컷에게 접근하기 위해 극심한 싸움을 벌이다가 심각한 부상을 입을 수 있다.
베어드맥 짝짓기를 하면 장기적으로 일부일처제 쌍을 형성한다. 이 쌍은 영토를 방어하는 것으로 알려져 있다. 일 년 중 어느 시점에서든 번식할 수 있지만 우기 전에 번식하는 것이 가장 일반적이다. 두 부모 모두 아이를 키우는 데 참여하며, 한 단위로 움직이고 함께 잠을 잔다. 어미는 코를 이용한 슬쩍 찌르며 동작으로 어린 아이들을 안내한다.

### 먹이
베어드맥은 초식성으로, 숲 바닥에서 지상 1.5m까지 뒤져 있다. 다양한 식물 종류의 잎은 먹이 섭취의 대부분을 차지하지만 나뭇가지, 꽃, 울타리, 풀, 과일도 먹는다. 과일은 제철일 때 선호되는 경향이 있지만, 이용 가능 여부에 따라 달라진다. 식물 종의 식단 구성도 계절에 따라 변동한다. 식물에 갑옷이나 벌레를 물어도 그 식물을 섭취하는 데 방해가 되지 않다. 그들은 깨어 있는 대부분의 시간 동안 지그재그 방식으로 먹이를 찾는다.
이 동물들은 중간에서 높은 수준의 식물 유형에 치우쳐 있지만, 완전히 멀리 떨어져 있는 주요 식물은 작고 널리 분포된 묘목과 그늘이 있는 큰 나무들이다. 대체로, 현재 먹고 있는 잎이 각각 소비되기 전에 다른 식물로 이동한다. 대부분의 경우 소화가 잘 되고 보호 독이 많지 않은 지하 식물의 두께가 매우 두껍기 때문에 이들은 거대한 나무 폭포나 2차 숲에서 먹이를 먹는다. 때때로 이들은 뒷발로 올라가 보통의 손이 닿는 곳을 지나 잎에 도착하거나, 날씬하거나 죽은 식물을 쓰러뜨려 열매나 잎을 얻는다. 배설물에 있는 엄청난 양과 극도로 다양한 식물 부분을 고려할 때 영양분의 흡수는 모든 면에서 좋지 않다.

## 위협
IUCN에 따르면 베어드맥은 멸종위기에 처해 있다. 탈산림화로 인한 서식지 손실, 산불, 대규모 산업 프로젝트 등 이 종의 쇠퇴에는 많은 요인이 있다. 특정 지역에서는 밀렵, 가축으로부터의 질병 전파, 토착 수역의 오염, 기후변화의 영향으로 인해 이 종이 위협받고 있다. 이 동물은 소수의 사람들만 사냥하지만, 번식 속도가 매우 느리기 때문에 생명을 잃으면 맥 개체수에 심각한 타격을 준다.